# Stenella clymene
El delfín clímene (Stenella clymene) es una especie de cetáceo odontoceto de la familia Delphinidae endémico de las áreas tropicales y subtropicales del Océano Atlántico, incluidos el mar Caribe y el golfo de México donde se encuentra el mayor número de ejemplares. El delfín de clímene se originó a partir de la hibridación entre delfines listados (Stenella coerueloalba) y delfines giradores (Stenella longisrostris), tratandose así de la única especie conocida de mamíferos marinos con un origen híbrido.

## Taxonomía
Desde su descubrimiento por John Gray en delfín acróbata. En 1981 Perrin y otros lo establecieron como especie diferente. Había sido muy poco estudiado hasta que Mead y Perrin hicieron sus aportes a la investigación de este delfín, que sigue siendo aun uno de los menos comprendidos entre todos los cetáceos.

#### Origen híbrido de la especie
Ya desde su descripción en 1981 como especie distinta al delfín acróbata, Perrin y otros destacaron las similitudes que había entre los delfínes de clímene con los delfines acróbata y listado. En concreto observaron que, mientras su apariencia externa y coloración, se asemejaban a las de S. longirostris, la forma de su cráneo era más parecido a la de los cráneos de S. coeruleoalba a pesar de tener un tamaño más pequeño.
En la misma línea, diferentes estudios moleculares muestran resultados diferentes a la hora de posicionar al delfín de clímene filogenéticamente. En concreto, árboles filogenéticos basados en ADN mitocondrial colocan esta especie como taxón hermano de S. coeruleoalba,mientras que los árboles basados en ADN nuclear lo posicionan al lado de S. longirostris.
Posteriormente, otro estudio más exhaustivo de las relaciones filogenéticas de esta especie, basadas en ADN mitocondrial y ADN nuclear, mostraron resultados que corroboraban que el ADN mitocondrial de S.clymene, se sitúa más estrechamente relacionado con el de S. coeruleoalba, mientras que su ADN nuclear se encuentra más estrechamente relacionado con el de S. longirostris,concluyendo así que el delfín de clímene se originó tras un proceso de especiación híbrida y siendo el único caso conocido hasta la fecha en mamíferos marinos.

## Descripción física
El delfín clímene y el acróbata lucen parecidos y a veces en el mar nadan entremezclados. Al acercarse es posible observar que la trompa del clímene es un poco más corta que la de su pariente y su aleta dorsal es menos erecta y triangular. 
Su color básico es en tres bandas sombreadas: la superficie inferior es blanca rosácea; la banda intermedia es gris clara y va desde la trompa y los alrededores del ojo hasta la cola; la superficie superior es gris obscura. 
Un ejemplar adulto mide entre 1,7 y 2 m de longitud y pesa entre 75 y 80 kg. No hay datos sobre la gestación, talla al nacer, lactancia o longevidad, siendo el menos estudiado de los integrantes del género Stenella.
Se alimenta principalmente de peces mesopelágicos y calamares
Vive en grupos, a veces de pocos individuos, generalmente de unos 50 y en ocasiones más, hasta de 500. Es muy activo, gira y salta fácilmente del agua, aunque no con tanta frecuencia como el delfín acróbata. También se acercan a los barcos tratando de cabalgar arqueados. 

## Población y distribución
Solamente se encuentra en el Atlántico. Prefiere aguas profundas y temperaturas tropicales, pero llega a áreas templadas, siendo sus límites, al norte aproximadamente frente a Nueva Jersey y a Gibraltar sin que se haya registrado en el Mediterráneo. Al sur puede encontrarse hasta en los mares frente a Angola y a Río de Janeiro. 
En la parte norte del golfo de México fueron contado 5.500 individuos, pero no es tan abundante en el resto del océano y se cree que la población de esta especie es la menos numerosa del género Stenella.
A veces es capturado en por pescadores para consumirlo o para usarlo como carnada.